# Носсрат Пезешкіан
Носсра́т Пезешкіа́н (18 червня 1933, Кашан, Іран — 27 квітня 2010, Вісбаден, Німеччина) — німецький невролог, психіатр та психотерапевт іранського походження. Засновник позитивної психотерапії. Доктор медицини, професор.

## Життєпис
Дитинство та юність Носсрата Пезешкіана пройшли в Ірані. У 1954 році він переїхав до Німеччини. Вивчав медицину в німецьких університетах (у Фрайбурзі, Майнці та Франкфурті-на-Майні). Крім того, проходив стажування в Швейцарії, Австрії та США.
У 1968 році Пезешкіан описав власний метод Позитивної психотерапії, що є синтезом психодинамічної і поведінкової терапії та фокусується на позитивних аспектах конфліктів і страждань, ресурсах та здібностях людини.
Дисертацію захистив у 1969 році.
Дослідження якості та ефективності Позитивної психотерапії, проведене під керівництвом Н. Пезешкіана, у 1997 році було удостоєне головної медичної премії в галузі гарантії якості у Німеччині — премії Річарда Мартіна.
Носсрат Пезешкіан відвідав 67 країн світу, в більшості з яких мав наукові доповіді з Позитивної психотерапії (у тому числі й в Україні — у травні та вересні 2007 року).
У 2009 році Носсрат Пезешкіан був номінований на Нобелівську премію з фізіології та медицини.
Носсрат Пезешкіан впродовж свого життя заснував та очолював Вісбаденську академію психотерапії (Wiesbadener Akademie für Psychoterapie, WIAP) і Міжнародну академію позитивної та крос-культурної психотерапії (International Academy for Positive and Cross-cultural Psychotherapy, IAPP).

## Публікації Н. Пезешкіана
Пезешкіан — автор 26 книг, що перекладені 24 мовами, та понад 260 наукових статей.
Серед іншого, Носсрат Пезешкіан є автором наступних книг:
- Тренінг сімейних стосунків. 33 та одна форма партнерства.
- Торгівець та папуга. Східні історії в психотерапії.
- Психосоматика та позитивна психотерапія.
- Психотерапія повсякденного життя: тренінг вирішення конфліктів.
- Позитивна сімейна психотерапія.
- Якщо ти хочеш мати те, чого ніколи не мав, тоді зроби те, чого ніколи не робив.